# 차라리 남이라면
"차라리 남이라면"은 1969년 공개된 대한민국의 영화이다.

## 배역
- 김지미
- 문희
- 김진규
- 황승진
- 이향
- 이해룡
- 남상숙
- 추봉
- 김지영
- 권일정
- 김기하
- 문미봉
- 정창선